# Sericoda
Sericoda is een geslacht van kevers uit de familie van de loopkevers (Carabidae). De wetenschappelijke naam van het geslacht is voor het eerst geldig gepubliceerd in 1837 door Kirby.

## Soorten
Het geslacht Sericoda omvat de volgende soorten:
- Sericoda balli J.Schmidt, 2008
- Sericoda bembidioides Kirby, 1837
- Sericoda bogemannii (Gyllenhal, 1813)
- Sericoda ceylonica (Motschulsky, 1859)
- Sericoda lissoptera (Chaudoir, 1854)
- Sericoda montana Liebherr, 1991
- Sericoda obsoleta (Say, 1823)
- Sericoda quadripunctata (Degeer, 1774)